# Cantherhines fronticinctus
Poisson-lime à lunettes
Espèce
Cantherhines fronticinctus, communément nommé Poisson-lime à lunettes, est une espèce de poissons marins de la famille des Monacanthidae.
Le Poisson-lime à lunettes est présent dans les eaux tropicales de l'Indo/ouest Pacifique.
Sa taille maximale est de 25 cm.